# Konzilstheologe
Ein Konzilstheologe oder im kirchlichen Sprachgebrauch Peritus (von lat. klug, kundig, erfahren; Plural: Periti) ist ein römisch-katholischer Theologe, der bei einem Ökumenischen Konzil beratend tätig ist.
Nicht unter den Begriff der Konzilstheologen fallen die Konzilsväter, zumeist Bischöfe oder Ordensobere, welche zwar auch theologisch gebildet sind, aber im Gegensatz zu den Theologen stimmberechtigte Teilnehmer eines Konzils sind. Gleichzeitig handelte es sich bei den Konzilstheologen in fast allen Fällen um Priester.

## Zweites Vatikanisches Konzil

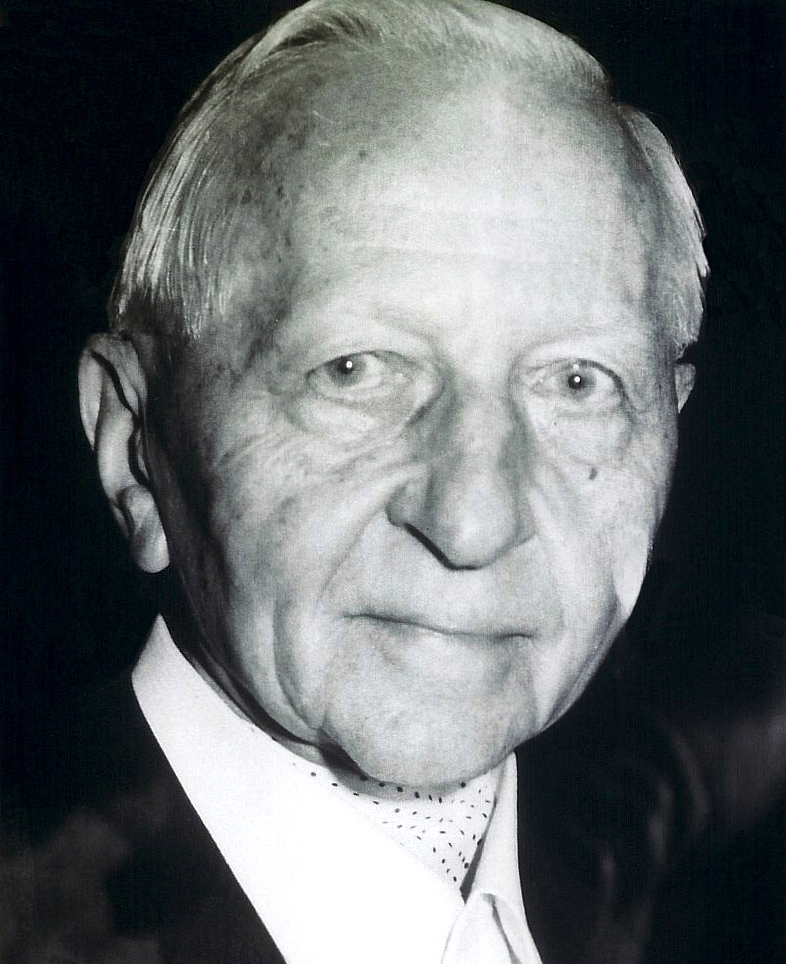
Bernhard Häring, 1992

Bei den Periti, also den Theologen, die am Zweiten Vatikanischen Konzil (1962–1965) mitwirkten, ist zwischen den vom Papst ernannten Periti und den theologischen Beratern der Konzilsväter zu unterscheiden. Die „offiziellen Konzilstheologen“ hatten einen Sitz, aber kein Stimmrecht, in den Generalkongregationen des Konzils. Die theologischen Berater einzelner Bischöfe hatten in der Generalkongregation weder Sitz noch Stimme, konnten jedoch über ihre Bischöfe und dank ihrer Mitarbeit in den Kommissionen sowie durch die von ihnen eingereichten Gutachten Einfluss nehmen. Die Einbindung der Theologen war Ausdruck für eine Stärkung der „Rolle der Theologie“. Zu Beginn des Konzils gab es etwa 315 Periti, die vom Papst berufen wurden. In der vierten Sitzungsperiode stieg die Anzahl der Theologen auf etwa 450, die ein sehr breites theologisches Spektrum abbildeten.
Einige bischöfliche Theologen wurden später als Periti des Gesamtkonzils übernommen, wie etwa Joseph Ratzinger, der in der ersten Sitzungsperiode Peritus des Kölner Erzbischofs Josef Kardinal Frings war, ab der zweiten Sitzungsperiode dann ein vom Papst berufener Theologe.
Neben den offiziellen Kommissionen und Sitzungen des Konzils gab es theologische Zusammenkünfte, in denen die Theologen und Konzilsväter miteinander diskutierten. Vielen Bischöfen wurde erst dadurch der theologische Epochenwandel bewusst. Einige Bischöfe bezeichneten diesen Austausch als wertvollen Nachhilfeunterricht in theologischen Fragen.
Als Vertreter der wissenschaftlichen Theologie deutscher Sprache waren dies unter anderem der Jesuit und Dogmatiker Karl Rahner, der für den Wiener Erzbischof Franz Kardinal König tätig wurde und später als Peritus des Konzils, sowie der Moraltheologe Bernhard Häring. Der Redemptorist wurde von Papst Johannes XXIII. in die Vorbereitungskommission „für Glaube und Moral“ und als Peritus des Konzils berufen. Von der ersten Sitzungsperiode bis zum Ende des Konzils wirkte er in dieser Funktion und beteiligte sich vor allem an der Erstellung von Gaudium et spes.
Auch Theologen, die sich in besonderer Weise um die Konzilsrezeption verdient gemacht haben, werden gelegentlich im übertragenen Sinn als Konzilstheologen, nicht aber als Periti, bezeichnet. Als Beispiel ist der Dogmatiker Herbert Vorgrimler zu nennen, der die Texte des Konzils zusammen mit Karl Rahner kommentiert herausgab.

## Erstes Vatikanisches Konzil
Auf dem Ersten Vatikanischen Konzil (1869–1870) waren kaum Konzilstheologen vertreten. Die theologischen Beratungen fanden in Kommissionen statt, die durch Konzilsväter besetzt waren. Die zur Vorbereitung des Konzils betrauten Kommissionen waren jedoch auch von Theologen besetzt.
Der Konzilstext Dei Filius, welcher den Jurisdiktionsprimat und die Päpstliche Unfehlbarkeit erklärte, geht maßgeblich auf den deutschen Jesuiten Josef Kleutgen zurück.
Der vom Anglikanismus zum katholischen Glauben konvertierte Theologe John Henry Newman lehnte eine Teilnahme als beratender Theologe am Konzil ab.

## Konzil von Trient
Am Konzil von Trient (1545–1547) nahmen etwa 50–100 Theologen teil, die vom Papst, von Bischöfe oder weltlichen Herrschern berufen wurden. Sie berieten die Konzilsväter in theologischen Fragen. Neben der Generalkongregation, die den Konzilsvätern vorbehalten waren und in denen die Abstimmungen stattfanden, gab es die theologischen Diskussionen und Aussprachen, die von den Theologen geführt wurden. Der Kirchenhistoriker Klaus Schatz SJ urteilt: „Faktisch trugen sie so entscheidend zur theologischen Klärung der Fragen und zur Ausarbeitung der Texte bei.“

## Zweites Konzil von Lyon
Die Vorbereitung des zweiten Konzils von Lyon (1274) wurde dem franziskanischen Theologen Bonaventura übertragen, der kurz zuvor zum Bischof ernannt wurde. Das Konzil war als Unionskonzil mit der östlichen Kirche konzipiert. Auch orthodoxe Theologen waren anwesend, sie kamen jedoch kaum zu Wort. In „Kontroversfragen spiegelte sich hier nur der einseitige Gesichtspunkt westlicher Theologie“. Die Unionsbemühungen waren so eher politischer Art. Da die theologische Diskussion nicht auf Augenhöhe stattfand, war der Nutzen der Dokumente für die Union gering bis inexistent. Der Dominikanertheologe Thomas von Aquin verstarb während der Anreise zu dem Konzil.